# Richmond (Utah)
Richmond – miasto w Stanach Zjednoczonych, w stanie Utah, w hrabstwie Cache.